# ۱۱۷۶ (خورشیدی)
۱۱۷۶ هزار و صد و هفتاد و ششمین سال هجری خورشیدی است.

## رویدادها
- ۲۸ خرداد - آغاز پادشاهی فتحعلی شاه در تهران.

## درگذشتگان
- ۲۸ خرداد - آغامحمدخان قاجار، (زاده: ۱۱۲۱)،بنیانگذار دودمان قاجاریه در ایران